# 엔비디아 실드 TV
엔비디아 실드 TV(Nvidia Shield TV, 실드 안드로이드 TV 또는 엔비디아 실드)는 엔비디아가 실드 브랜드의 안드로이드 장치의 일부로 생산한 안드로이드 TV 기반의 디지털 미디어 플레이어이다. 2015년 5월에 처음 출시된 실드는 처음에는 엔비디아에 의해 다운로드된 게임을 플레이하고 호환되는 PC에서 로컬 네트워크를 통해 게임을 스트리밍하거나 지포스 나우 구독 서비스를 통해 스트리밍하는 기능을 강조하면서 마이크로콘솔로 마케팅되었다. 다른 모든 안드로이드 TV 장치와 마찬가지로 앱을 사용하여 다양한 소스에서 콘텐츠를 스트리밍할 수도 있으며 4K 해상도 비디오도 지원한다. 두 가지 모델로 생산되며, 두 번째인 실드 TV 프로 모델은 주로 내부 저장 공간이 늘어난 것이 특징이다.
2017년에 엔비디아는 16GB 실드의 새로 고침 버전을 출시했는데, 이 버전은 마이크로SD 및 적외선 지원을 제거하고 더 작은 폼 팩터를 가지고 있으며, 업데이트된 컨트롤러와 함께 제공되며, 하드웨어는 원래 모델과 동일하다. 2019년에는 엔비디아가 업그레이드된 프로세서로 실드 TV 라인업을 새로 고치고, 기본 모델을 더 작은 폼 팩터와 더 적은 내부 저장 공간으로 개정했다.

## 사양
실드는 엔비디아의 테그라 X1 시스템 온 칩을 사용하며, ARM Cortex-A57 중앙 처리 장치와 엔비디아의 맥스웰 마이크로아키텍처 그래픽 처리 장치를 기반으로 하며 3GB의 램을 갖추고 있다. 이 장치는 HEVC로 인코딩된 비디오를 지원하는 HDMI 2.0 출력 포트를 통해 60FPS에서 4K 해상도 출력을 지원한다. 실드는 16GB의 내부 플래시 메모리 또는 500GB의 하드 드라이브를 포함할 수 있으며, microSD 카드 또는 이동식 저장 장치를 통해 확장 가능하다. 500GB 하드 드라이브가 장착된 2015년 및 2017년 실드 모델은 실드 프로(Shield Pro)로 판매된다. 두 개의 USB 포트가 포함되어 있다. 인터넷 연결을 위해 기가비트 이더넷 및 802.11ac 와이파이를 지원한다. 콘솔은 하나의 무선 컨트롤러와 함께 제공된다. 음성 제어 기능과 헤드폰 잭이 있는 무선 마이크로 USB 충전식 리모컨은 별도로 판매되지만 더 이상 공식 채널에서 구매할 수 없다.
실드는 안드로이드 TV를 실행한다. 장치에 최적화 및 포팅된 게임은 별도의 실드 스토어 앱을 통해 제공된다. 이 장치는 엔비디아의 주문형 구독 클라우드 게임 서비스인 지포스 나우(구 엔비디아 GRID)와 GeForce Experience 애플리케이션을 통해 지원되는 엔비디아 그래픽 카드의 GameStream 기능을 사용하여 로컬 컴퓨터에서 게임을 스트리밍할 수도 있다. 네이티브 안드로이드 게임 및 게임 스트리밍 외에도 레트로 게임 에뮬레이션은 엔비디아 실드 TV에서 인기가 있다.
2017년 1월 16일, 엔비디아는 안드로이드 7.0 "누가" 기반의 실드 익스피리언스 업그레이드 5.0을 발표했다. 이는 업데이트된 2017년 모델의 소프트웨어 기능을 추가하며, 4K 비디오용 HDR 지원, 새로운 앱(아마존 비디오 포함), 스마트싱스 통합, 구글 어시스턴트 지원, 새로운 엔비디아 게임 인터페이스 등을 포함한다. 구글 어시스턴트 지원은 새로운 실드 컨트롤러가 필요하다. 2018년 6월, 엔비디아는 안드로이드 8.0 "오레오"로 업데이트를 출시했다.
2021년 6월 23일, 안드로이드 TV를 구글 TV로 업데이트하면서 2019년 버전의 엔비디아 실드 TV 및 엔비디아 실드 TV 프로에서 구글 스테이디어를 사용할 수 있게 되었다.

### 2017 버전
2017년 1월 16일, 엔비디아는 16GB 실드의 새로 고침 버전을 공개했다. 마이크로SD 슬롯은 없지만 크기가 더 작아진 수정된 폼 팩터를 가지고 있으며, 실드 익스피리언스 업그레이드 5.0과 함께 제공된다. 헤드폰 잭이 없고 교체 가능한 CR2032 배터리를 사용하는 수정된 블루투스 리모컨과 항상 켜져 있는 마이크가 있는 업데이트된 컨트롤러가 이제 함께 제공된다. 2017년 모델은 2015년 모델과 동일한 테그라 X1 시스템 온 칩을 포함한다. 2017년 실드는 원래의 16GB 버전을 대체했다.

### 2019 버전
2019년 10월 28일, 엔비디아는 두 가지 새로운 실드 TV 모델을 공개했다. 두 모델 모두 테그라 X1+ 시스템 온 칩을 사용하며, 안드로이드 9.0 "파이"와 함께 제공되고, 돌비 애트모스 및 돌비 비전을 지원하며, 재설계된 리모컨과 고화질 비디오를 4K 해상도로 업스케일링할 수 있는 새로운 "AI 향상" 업스케일링 시스템을 포함한다. 새로운 기본 모델은 셋톱박스 스타일이 아닌 원통형 폼 팩터를 사용하며, 2GB의 램과 8GB의 플래시 메모리를 갖추고 있으며, 마이크로SD 카드를 통해 확장 가능하다(USB 포트 대신). 실드 TV 프로는 이전 모델과 동일한 셋톱박스 폼 팩터를 사용하며, 3GB의 램, 16GB의 플래시 메모리, 그리고 두 개의 풀 사이즈 USB 3.0 포트를 포함한다. 게임패드는 더 이상 포함되지 않는다.

## 모델
| 모델명       | 모델 # | 출시 | 폼 팩터 | 프로세서            | RAM | 저장 공간 | microSD | USB                            | IR 수신기 | HDMI / DP                                              | 이더넷          | 와이파이          | 블루투스 | 번들 액세서리         | VQ- 재생 (최대) | VQ- 캡처 (최대) | 업스케일링    | HDR                 | 돌비 애트모스     | 음성 제어 |
| ------------ | ------ | ---- | ------- | ------------------- | --- | --------- | ------- | ------------------------------ | --------- | ------------------------------------------------------ | --------------- | ----------------- | -------- | --------------------- | --------------- | --------------- | ------------- | ------------------- | ----------------- | --------- |
| 실드 TV      | P2571  | 2015 | Box     | 엔비디아 테그라 X1  | 3GB | 16GB      | 예      | 3x (2x 3.0 typeA, 1x microUSB) | 예        | HDCP 2.2 & CEC 포함 HDMI 2.0 (FW 업데이트로 HDMI 2.0b) | 기가비트 이더넷 | 802.11ac 2x2 MIMO | 4.1 / LE | 게임패드              | 60fps에서 4K    | 30fps에서 4K    |               | HDR10               | 패스스루          |           |
| 실드 TV 프로 | P2571  | 2015 | Box     | 엔비디아 테그라 X1  | 3GB | 500GB     | 예      | 3x (2x 3.0 typeA, 1x microUSB) | 예        | HDCP 2.2 & CEC 포함 HDMI 2.0 (FW 업데이트로 HDMI 2.0b) | 기가비트 이더넷 | 802.11ac 2x2 MIMO | 4.1 / LE | 리모컨, 게임패드      | 60fps에서 4K    | 30fps에서 4K    |               | HDR10               | 패스스루          |           |
| 실드 TV      | P2897  | 2017 | Box     | 엔비디아 테그라 X1  | 3GB | 16GB      | 아니요  | 2x (3.0 typeA)                 | 아니요    | HDCP 2.2 & CEC 포함 HDMI 2.0 (FW 업데이트로 HDMI 2.0b) | 기가비트 이더넷 | 802.11ac 2x2 MIMO | 4.1 / LE | 리모컨, 게임패드 (V2) | 60fps에서 4K    |                 |               | HDR10               | 패스스루          |           |
| 실드 TV 프로 | P2571  | 2017 | Box     | 엔비디아 테그라 X1  | 3GB | 500GB     | 예      | 2x (3.0 typeA)                 | 예        | HDCP 2.2 & CEC 포함 HDMI 2.0 (FW 업데이트로 HDMI 2.0b) | 기가비트 이더넷 | 802.11ac 2x2 MIMO | 4.1 / LE | 리모컨, 게임패드 (V2) | 60fps에서 4K    |                 |               | HDR10               | 패스스루          |           |
| 실드 TV      | P3430  | 2019 | 원통형  | 엔비디아 테그라 X1+ | 2GB | 8GB       | 예      | 아니요                         | 아니요    | HDCP 2.2 & CEC 포함 HDMI 2.0b                          | 기가비트 이더넷 | 802.11ac 2x2 MIMO | 5.0 + LE | 리모컨 (V2)           | 60fps에서 4K    |                 | AI 업스케일링 | HDR10 and 돌비 비전 | 디코딩 + 패스스루 |           |
| 실드 TV 프로 | P2897  | 2019 | Box     | 엔비디아 테그라 X1+ | 3GB | 16GB      | 아니요  | 2x (3.0 typeA)                 | 아니요    | HDCP 2.2 & CEC 포함 HDMI 2.0b                          | 기가비트 이더넷 | 802.11ac 2x2 MIMO | 5.0 + LE | 리모컨 (V2)           | 60fps에서 4K    |                 | AI 업스케일링 | HDR10 and 돌비 비전 | 디코딩 + 패스스루 |           |

## 같이 보기
- 마이크로콘솔 목록
- 8세대 비디오 게임기
- 실드 포터블
- 실드 태블릿